# Равно
Равно е село в Североизточна България. То се намира в община Кубрат, област Разград.

## История
През Османския период селото носи името Узундже алан. За селото свидетелства английския духовник Едмънд Чишъл, който преминава тук на 17 април 1702 г. по време на своето пътешествие през Османската империя. 
Селото получава днешното си име на 07 декември 1934 г.

## Обществени институции
Село Равно има църква и джамия. Има и читалище. В училището „Св. Паисий Хилендарски“ учат деца от първи до осми клас, идват и деца от съседните села.

## Забележителности
Според официалните данни на НАИМ към БАН в землището на селото са разкрити седем археологически обекта с национално значение. Това са разположените в местност „Бент орман“ кариера за добив на кремък и кварц, датирана от Праисторията, а така също и надгробните могили I до VI, обявени за обект с посочената културна стойност на 10 август 1955 г. Кариерата е известна в литературата като най-вероятният източник на ядра от висококачествен лудогорски кремък тип Равно, от който се предполага, че са изработени най-дългите пластини във Варненския некропол. По типологически и технологични белези, те напълно отговарят на халколитните находки от най-близко разположената селищна могила в с. Каменово, а суровината е сред най-ценените и разпространени през каменно-медната епоха в Югоизточна Европа. Вероятно през късната каменно-медна епоха добивът на висококачествен кремък е оставен изцяло в ръцете на специализирани домакинства, които живеят в
разпръснати колиби непосредствено до находищата и на километри от селищните центрове.
В оформена паркова среда в селото се намира Паметна плоча местния жител на Иван Ангелов Иванов, загинал във Втората световна война.

## Редовни събития
Сборът на с. Равно е на Димитровден.

## Други
Има три земеделски кооперации.